# Nationalliga A (Elektrorollstuhl-Hockey) 2013/14
Die Saison 2013/14 war die erste Saison der neu gegründeten Nationalliga A im Powerchair-Hockey in der Schweiz. Der erste Meister wurde, ohne Punktverlust, überlegen die Iron Cats Zürich vor den Rolling Thunder aus Bern. Die zweite Mannschaft der Iron Cats sicherten sich auch den Titel in der Nationalliga B, knapp vor den Lucerne Sharks.

## Spieltag NLA
| 1. Spieltag 7. September 2013 Bern |   |                       |      |
| Rolling Thunder Bern               | – | Iron Cats Zürich      | 6:10 |
| Zeka Rollers A                     | – | Whirldrivers Lausanne | 8:9  |
| Rolling Thunder Bern               | – | Zeka Rollers A        | 11:4 |
| Iron Cats Zürich                   | – | Whirldrivers Lausanne | 10:1 |
| Whirldrivers Lausanne              | – | Rolling Thunder Bern  | 7:12 |
| Iron Cats Zürich                   | – | Zeka Rollers A        | 9:3  |

| 2. Spieltag 23. November 2015 Wallisellen |   |                       |      |
| Zeka Rollers A                            | – | Iron Cats Zürich      | 2:11 |
| Rolling Thunder Bern                      | – | Whirldrivers Lausanne | 12:7 |
| Zeka Rollers A                            | – | Rolling Thunder Bern  | 7:7  |
| Whirldrivers Lausanne                     | – | Iron Cats Zürich      | 1:4  |
| Iron Cats Zürich                          | – | Rolling Thunder Bern  | 3:2  |
| Zeka Rollers A                            | – | Whirldrivers Lausanne | 6:8  |

| 3. Spieltag 28. Februar 2014 Nottwil |   |                       |      |
| Whirldrivers Lausanne                | – | Rolling Thunder Bern  | 5:13 |
| Zeka Rollers A                       | – | Iron Cats Zürich      | 2:9  |
| Rolling Thunder Bern                 | – | Iron Cats Zürich      | 7:9  |
| Whirldrivers Lausanne                | – | Zeka Rollers A        | 6:5  |
| Iron Cats Zürich                     | – | Whirldrivers Lausanne | 7:3  |
| Rolling Thunder Bern                 | – | Zeka Rollers A        | 14:2 |

| 4. Spieltag 3. Mai 2014 Lausanne |   |                       |     |
| Iron Cats Zürich                 | – | Whirldrivers Lausanne | 5:3 |
| Rolling Thunder Bern             | – | Zeka Rollers A        | 6:3 |
| Zeka Rollers A                   | – | Iron Cats Zürich      | 4:6 |
| Whirldrivers Lausanne            | – | Rolling Thunder Bern  | 6:9 |
| Iron Cats Zürich                 | – | Rolling Thunder Bern  | 6:4 |
| Zeka Rollers A                   | – | Whirldrivers Lausanne | 9:5 |

## Tabelle NLA
| Pl.            | Verein                | Sp. | S  | U | N  | Tore    | Diff. | Punkte |
| -------------- | --------------------- | --- | -- | - | -- | ------- | ----- | ------ |
| 1.             | Iron Cats Zürich      | 12  | 12 | 0 | 0  | 089:420 | +47   | 36     |
| 2.             | Rolling Thunder Bern  | 12  | 7  | 1 | 4  | 103:690 | +34   | 22     |
| 3.             | Whirldrivers Lausanne | 12  | 3  | 0 | 9  | 061:100 | −39   | 09     |
| 4.             | Zeka Rollers A        | 12  | 1  | 1 | 10 | 055:101 | −46   | 04     |
| Stand: Beendet |                       |     |    |   |    |         |       |        |

### Torschützen NLA (Top Ten)
| Pl.    | Name               | Team                  | Tore |
| ------ | ------------------ | --------------------- | ---- |
| 01.    | Stefan Müller      | Rolling Thunder Bern  | 93   |
| 02.    | Aylin Yilmaz       | Iron Cats Zürich      | 55   |
| 03.    | Nelson Braillard   | Whirldrivers Lausanne | 47   |
| 04.    | Jan Schäublin      | Zeka Rollers A        | 22   |
| 05.    | Dominik Zenhäusern | Iron Cats Zürich      | 17   |
| 06.    | Stefan Aschwanden  | Iron Cats Zürich      | 16   |
|        | Colin Marschall    | Zeka Rollers A        | 16   |
| 08.    | Grégoire Herzig    | Whirldrivers Lausanne | 14   |
| 09.    | Noe Spirig         | Iron Cats Zürich      | 13   |
| 10.    | Daniel Rolli       | Rolling Thunder Bern  | 05   |
| Quelle |                    |                       |      |

## Tabelle NLB
| Pl.            | Verein                   | Sp. | S  | U | N  | Tore    | Diff. | Punkte |
| -------------- | ------------------------ | --- | -- | - | -- | ------- | ----- | ------ |
| 1.             | Iron Cats II             | 21  | 14 | 4 | 3  | 049:120 | +37   | 46     |
| 2.             | Lucerne Sharks           | 21  | 14 | 3 | 4  | 049:250 | +24   | 45     |
| 3.             | ROCSO Pitbulls Solothurn | 20  | 12 | 2 | 6  | 051:240 | +27   | 38 1   |
| 4.             | Qualmende Reifen         | 21  | 11 | 5 | 5  | 054:330 | +21   | 38     |
| 5.             | Whirldrivers II          | 21  | 8  | 3 | 10 | 040:400 | ±0    | 27     |
| 6.             | Zeka Rollers B           | 21  | 7  | 2 | 12 | 047:430 | +4    | 23     |
| 7.             | Rolling Thunder II       | 20  | 4  | 1 | 15 | 011:460 | −35   | 13 2   |
| 8.             | Iron Cats III            | 21  | 3  | 0 | 18 | 016:940 | −78   | 09     |
| Stand: Beendet |                          |     |    |   |    |         |       |        |

### Torschützen NLB (Top Ten)
| Pl.    | Name                 | Team                        | Tore |
| ------ | -------------------- | --------------------------- | ---- |
| 01.    | Marco Ilic           | Lucerne Sharks              | 30   |
| 02.    | Josuah Rothenhäusler | Qualmende Reifen St. Gallen | 28   |
| 03.    | Tim Marti            | ROCSO Pitbulls              | 23   |
| 04.    | Anja Jäggi           | ROCSO Pitbulls              | 21   |
|        | Jem Momatz           | Whirldrivers Lausanne II    | 21   |
| 06.    | Lorenzo Gabrielli    | Zeka Rollers B              | 16   |
| 07.    | Abdirahman Aden      | Iron Cats Zürich II         | 13   |
| 08.    | Basil Hangarter      | Qualmende Reifen St. Gallen | 10   |
| 09.    | Egzon Gashi          | Iron Cats ZürichII          | 09   |
| 10.    | Sascha Hafner        | Iron Cats Zürich II         | 08   |
| Quelle |                      |                             |      |